# Gerhard Riedmann (Schauspieler)
Gerhard Anton Riedmann (* 24. März 1925 in Wien; † 9. Februar 2004 in Kematen in Tirol) war ein österreichischer Schauspieler.

## Leben

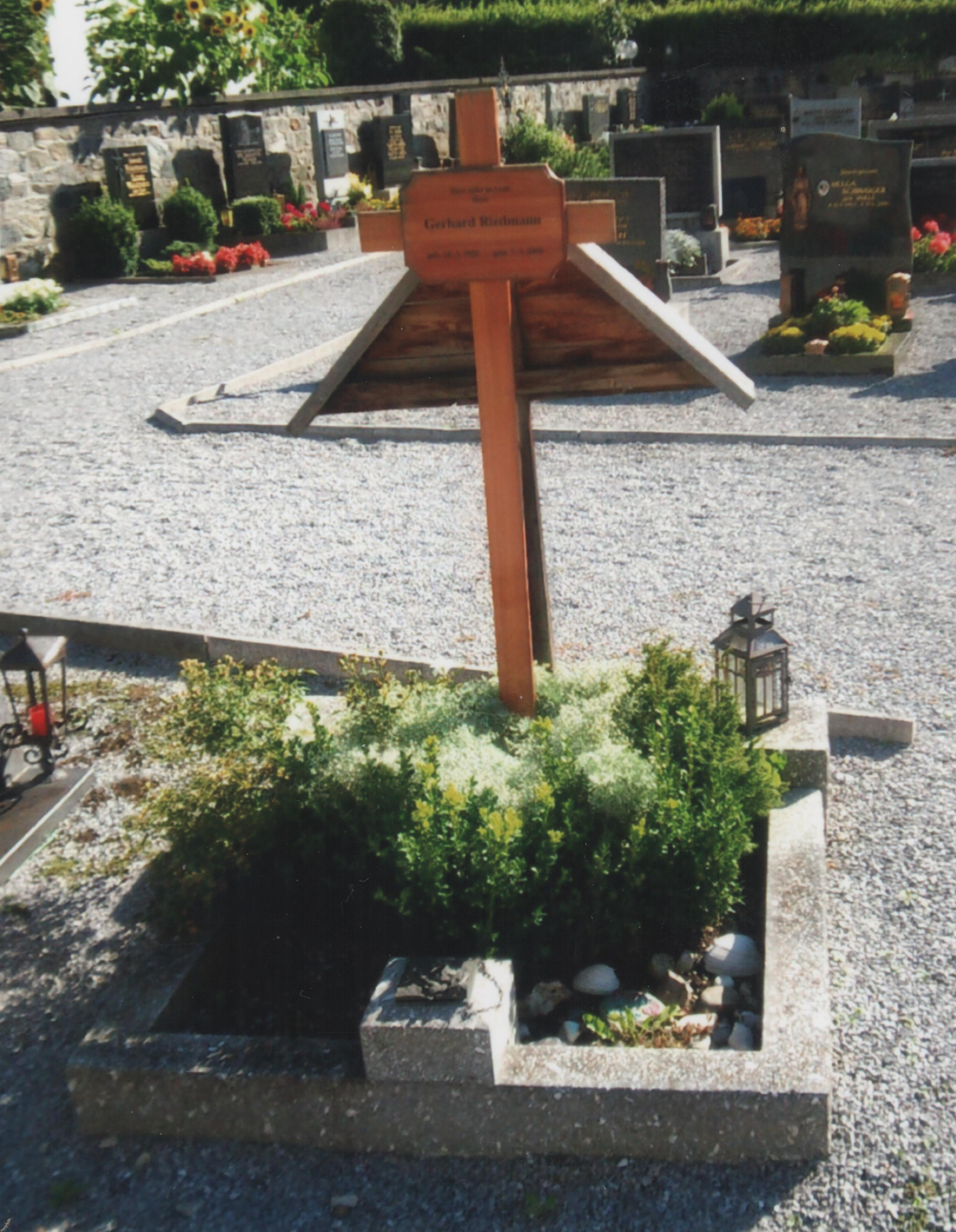
Grabstätte von Gerhard Riedmann

Der Sohn eines Bahnbeamten gehörte zu den Wiener Sängerknaben und erwarb seine Matura an der Wiener Oberrealschule. Er studierte Anfang der 1940er Jahre Violine an der Akademie für Musik, bis er zum Kriegsdienst eingezogen wurde. Von 1945 bis 1946 besuchte er das Max-Reinhardt-Seminar. Er debütierte 1947 im Theater in der Josefstadt. Von 1953 bis 1955 wirkte er an den Münchner Kammerspielen, danach in Zürich, Hamburg und bei zahlreichen Gastspielen.
Bekannt wurde Gerhard Riedmann vor allem als Filmschauspieler. Nach einigen kleineren Rollen gelang ihm 1953 der Durchbruch als Adam in einer Filmadaption der Operette Der Vogelhändler. In zahlreichen Operettenfilmen und Heimatfilmen der 1950er Jahre war Riedmann als unwiderstehlicher Charmeur der Hauptdarsteller, wobei er häufig sein gesangliches Können zeigte. Zu seinen Partnerinnen gehörten unter anderem Waltraut Haas, Renate Holm und Marianne Hold.
In den sechziger Jahren wurde Riedmann vor allem Fernsehschauspieler, wo er wiederum in Operettenverfilmungen seine eindrücklichsten Aufgaben übernahm. Danach war er noch in einigen weniger bedeutenden Nebenrollen zu sehen.

## Persönliches
Am 15. Juli 1954 heiratete er in Muggendorf, Gemeinde Wiesenttal die Schauspielerin Eva Probst; von ihr wurde er 1960 geschieden. Aus dieser Ehe ging eine Tochter Eva-Maria (* um 1955) hervor. 1960 heiratete er die Industriellentochter Anita Swarovski und arbeitete als Leiter einer Projektgruppe der Glas- und Optikindustrie im Werk seines Schwiegervaters mit. Im Februar 2004 verstarb  er im Alter von 78 Jahren in  Kematen in Tirol. Gerhard Riedmann, Vater von insgesamt sechs Kindern, lebte zuletzt mit seiner dritten Ehefrau Gertrud in Kematen (Tirol); dort befindet sich auch sein Grab.

## Filmografie
- 1948: Das andere Leben
- 1950: Kind der Donau
- 1951: Verklungenes Wien
- 1952: Verlorene Melodie
- 1952: 1. April 2000
- 1952: Abenteuer im Schloss
- 1953: Flucht ins Schilf
- 1953: Ich und meine Frau
- 1953: Der Vogelhändler
- 1953: Der Vetter aus Dingsda
- 1954: Und der Himmel lacht dazu (Bruder Martin)
- 1954: Der Zigeunerbaron
- 1954: Die schöne Müllerin
- 1954: Frauen um Richard Wagner (Magic Fire)
- 1955: Ja, ja, die Liebe in Tirol
- 1955: Spionage
- 1955: Liebe ist ja nur ein Märchen
- 1955: Oberwachtmeister Borck
- 1955: Ihr Leibregiment
- 1955: Das fröhliche Dorf
- 1956: Die Fischerin vom Bodensee
- 1956: Solange noch die Rosen blühn
- 1956: Der Bettelstudent
- 1957: Hoch droben auf dem Berg
- 1957: Jede Nacht in einem anderen Bett
- 1957: … und die Liebe lacht dazu
- 1957: Frühling in Berlin
- 1957: Und abends in die Scala
- 1957: Die Heilige und ihr Narr
- 1957: Die Prinzessin von St. Wolfgang
- 1957: Der Graf von Luxemburg
- 1958: Der Czardas-König
- 1958: Solang’ die Sterne glüh’n (Zirkuskinder)
- 1958: Im Prater blüh’n wieder die Bäume
- 1959: Geliebte Bestie
- 1959: Bei der blonden Kathrein
- 1959: Liebe, Luft und lauter Lügen
- 1959: Ich heirate Herrn Direktor
- 1959: Meine Tochter Patricia
- 1960: Die Falle (TV)
- 1960: Der Vogelhändler (TV)
- 1961: Das Land des Lächelns (TV)
- 1961: Küß mich Kätchen (TV)
- 1961: Was macht Papa denn in Italien?
- 1962: Die Kaiserin (TV)
- 1962: Gasparone (TV)
- 1962: Das ist die Liebe der Matrosen
- 1962: Waldrausch
- 1963: Glück und Glas (TV)
- 1964: Mein oder Dein (TV)
- 1964: Katharina Knie (TV)
- 1964: Doddy und die Musketiere (TV)
- 1965: Ruf der Wälder
- 1965: Frühstück mit Julia (TV)
- 1965: Die fünfte Kolonne (TV-Serie, Folge: Tivoli)
- 1965: Ankunft bei Nacht (TV)
- 1965: Die Reise nach Steiermark (TV)
- 1966: Pfeifen, Betten, Turteltauben (Dýmky)
- 1967: Tal der Hoffnung (Clint el solitario)
- 1967: Palme im Rosengarten (TV)
- 1968: Der Holledauer Schimmel (TV)
- 1968: Bombenwalzer (TV)
- 1969: Die nackte Bovary
- 1970: Meine Frau erfährt kein Wort (TV)
- 1970: Oberinspektor Marek (TV-Serie, Folge: Perfekter Mord)
- 1973: Schloß Hubertus
- 1973: Birnbaum und Hollerstauden (TV)
- 1974: Zwei himmlische Dickschädel
- 1977: Waldrausch
- 1977: Derrick (TV-Serie, Folge: Tote im Wald)
- 1979: Ein Mann für alle Fälle (Fernsehserie)
- 1981: Kater Lampe (TV)
- 1981: Casanova (TV)
- 1985: Der gute Engel (TV)
- 1989: Eurocops (TV-Serie, eine Folge)
- 1992–1997: Der Bergdoktor (TV-Serie)
- 1993: Wenn der Hahn kräht (TV)
- 1993: Der Rabenvater (TV)
- 1993: Die drei Dorfheiligen (TV)
- 1993: Ein Bayer auf Rügen (TV-Serie)